# Albolote
Albolote település Spanyolországban, Granada tartományban. Albolote Atarfe, Cogollos Vega, Colomera, Peligros, Maracena, Iznalloz, Deifontes és Calicasas községekkel határos. Lakosainak száma 19 587 fő (2024).

## Népesség
A település népessége az elmúlt években az alábbi módon változott:
| Lakosok száma | 13 350 | 14 862 | 15 978 | 17 089 | 17 892 | 18 306 | 18 497 | 18 808 | 19 128 | 19 587 |
|               | 2001   | 2004   | 2006   | 2009   | 2011   | 2014   | 2016   | 2019   | 2021   | 2024   |